# Vrtuljak
Vrtuljak (kajkavski: ringišpil) je naprava za jednu vrstu zabavne vožnje koji se sastoji od rotirajuće platforme i sjedala za putnike. Sjedala su tradicionalno u obliku drvenih konja ili drugih životinja i najčešće se kretaju mehanički gore-dolje uz pratnju cirkuske glazbe. Vrtuljci se mogu često naći na pučkim slavljima ili u zabavnim parkovima.
Na američkim vrtuljcima su sjedala najčešće u obliku konja dok u Europi su sjedala češće u obliku različitih životinja ili prijevoznih sredstava.
Svaka platforma koja se okreće mogla bi se nazvati vrtuljkom. Na dječjim su igralištima vrtuljci jednostavnog oblika, najčešće s tri kraka s ručkama i podlogom na koju bi se stalo te se okretalo pomoću nogu. 